# Ruta 1008 (Lima)
La ruta 1008 (antes 1503) o "la 03" es una ruta de transporte público de la ciudad de Lima, que conecta los distritos de Carabayllo y Magdalena del Mar. El trayecto de esta ruta consta de 82 y 83 paradas dependiendo de la dirección y dura aproximadamente entre 1 hora con 30 minutos y 2 horas.

## Características
Esta ruta de transporte público está operada por Realidad Express del Perú 03 S.A.C. y   administrada por el Grupo Express del Perú S.A.C (GEP), esta ruta anteriormente estaba siendo operada y administrada por Proyecto 7.

### Autorización
La ruta 1008 se encuentra autorizada por la Municipalidad Metropolitana de Lima (MML) y la Autoridad de Transporte Urbano (ATU).

## Trayecto
Los autobuses de la ruta 1008 comienzan a operar a las 5:00 a.m. y terminan a las 11:30 p.m. por los distritos de Carabayllo, Comas, Los Olvios, San Martín de Porres, Lima, San Miguel, Pueblo Libre y Magdalena del Mar en la provincia de Lima; pasando por importantes lugares, tales como los clubes metropolitanos Manco Cápac, Sinchi Roca y Lloque Yupanqui, las universidades de Ciencias y Humanidades, San Marcos, Católica, la Plaza San Miguel, La Plaza Túpac Amaru y el Mercado Magdalena.
Se conecta con el Metropolitano desde la Terminal Chimpu Ocllo hasta Estación Universidad, esta ruta no se conecta con la Línea 1 del Metro de Lima, en el futuro podrá conectar con la Línea 2 del Metro de Lima y Callao desde Elio y San Marcos, la Línea 4 del Metro de Lima y Callao en la Estación Pando y la Línea 6 desde la Estación Los Olivos hasta la Estación Lima.

### Terminales
Su terminal de ida se encuentra en la Urbanización Villa Club 3era Etapa en el distrito de Carabayllo, no tiene terminal de vuelta, suelen girar hacia Sucre y llegar al Jr. Grau para cursar su ruta en otro sentido.

### Recorrido
| Dirección                   | Avenidas y calles |
| --------------------------- | --- |
| Ida Hacia Magdalena del Mar | Av. Huarangal - Av. Santa María - Av. José Saco Rojas - Av. Camino Real - Av. Universitaria - Av. Óscar R. Benavides - Av. Aurelio García y García - Av. República de Venezuela - Av. Universitaria - Av. Lima - Jr. Generalísimo José de San Martín - Jr. Francisco Bolognesi |
| Vuelta Hacia Carabayllo     | Jr. Francisco Bolognesi - Av. Antonio José de Sucre - Jr. Miguel Grau - Av. Tacna - Av. Independencia - C. Diego Quispe Tito - Av. Universitaria - Av. Ramón Herrera - Av. Universitaria - Av. Camino Real - Av. José Saco Rojas - Av. Santa María - Av. Huarangal             |